# Мария Магдалена фон Насау-Висбаден
Мария Магдалена фон Насау-Висбаден-Идщайн (на немски: Maria Magdalena von Nassau von Nassau-Wiesbaden-Idstein; * 11 август 1592, Идщайн; † 13 януари 1654, Офенбах) е графиня от Валрамскала линия Насау-Висбаден-Идщайн и чрез женитба графиня на Изенбург-Бюдинген-Бирщайн в Офенбах на Майн и в Драйайх (1626).

## Произход
Тя е третата дъщеря на граф Йохан Лудвиг I фон Насау-Висбаден-Идщайн (1567 – 1596 след падане от прозорец) и съпругата му графиня Мария фон Насау-Диленбург (1568 – 1632), дъщеря на граф Йохан VI Стари фон Насау-Диленбург (1535 – 1606) и първата му съпруга ландграфиня Елизабет фон Лойхтенберг (1537 – 1579).

## Фамилия
Мария Магдалена се омъжва на 12 ноември 1609 г. в Бюдинген за граф Волфганг Хайнрих фон Изенбург-Бюдинген (* 21 октомври 1588, Офенбах на Майн; † 27 февруари 1638, Франкфурт на Майн). Те имат 13 деца:
- син (*/† 1612)
- Волфганг Ернст II (1617 – 1641)
- Фридрих Лудвиг (1619 – 1620)
- Йохан Лудвиг (1622 – 1685), граф на Изенбург-Бюдинген-Бирщайн-Офенбах, женен I. на 7 октомври 1643 г. в Ханау за графиня Мария Юлиана фон Ханау-Мюнценберг (1617 – 1643), II. на 10 февруари 1646 г. в Диленбург за принцеса Луиза фон Насау-Диленбург (1623 – 1685), III. на 27 януари 1666 г. в Офенбах за Мария Юлиана Билген, фрайфрау фон Айзенберг († 1677)
- Кристиан Мориц (1626 – 1664), женен на 26 февруари 1662 г. за принцеса Магдалена фон Насау-Диленбург (1627 – 1663)
- Волфганг Хайнрих (1628 – 1672)
- Фридрих Адолф (1631 – 1631)
- Карл Лудвиг (1633 – 1663 в Австрия от едра шарка)
- Йохана Елизабет (*/† 1610)
- Анна Мария (1611 – 1611)
- Ернестина (1614 – 1665), омъжена на 1 януари 1648 г. за граф Херман Адолф фон Липе (1616 – 1666)
- Филипина (1618 – 1655), омъжена на 25 февруари 1651 г. в Офенбах за граф Кристиан фон Сайн-Витгенщайн-Сайн (1621 – 1675)
- Мария Елеонора (1632 – 1688)